# Demetrius Calip
Demetrius Calip (Flint, Míchigan, 18 de noviembre de 1969 - 5 de febrero de 2023) fue un jugador de baloncesto estadounidense que disputó siete partidos en la NBA, además de jugar en la CBA. Con 1,85 metros de estatura, jugaba en la posición de base.

## Trayectoria deportiva

### Universidad
Jugó durante cuatro temporadas con los Wolverines de la Universidad de Míchigan, donde promedió 9,6 puntos, 2,0 asistencias y 1,9 rebotes por partido. En 1989 ganaron el Torneo de la NCAA, tras derrotar en la final a Seton Hall, logrando el único título nacional de la universidad hasta la fecha. En su última temporada fue incluido en el segundo mejor quinteto de la Big Ten Conference, tras promediar 20,5 puntos por partido.

### Profesional
Tras no ser elegido en el Draft de la NBA de 1991, fichó como agente libre por Los Angeles Lakers, con los que disputó siete partidos, promediando 1,6 puntos y 1,7 asistencias. Jugó posteriormente en diversos equipos de la CBA.
Además, participó en dos películas con temática de baloncesto, Blue Chips en 1993 y Eddie en 1996.

## Estadísticas de su carrera en la NBA

### Temporada regular
| Temporada | Edad | Equipo             | Liga | Pos. | P | TIT | MIN | TC  | TCA | %TC  | 3P  | 3PA | %3P  | TL  | TLA | %TL  | R.OF. | R.DEF. | REB | ASIS | ROB | TAP | PER | FP  | PTS |
| 1991-92   | 22   | Los Angeles Lakers | NBA  | PG   | 7 | 0   | 8.3 | 0.6 | 2.6 | .222 | 0.1 | 0.7 | .200 | 0.3 | 0.4 | .667 | 0.1   | 0.6    | 0.7 | 1.7  | 0.1 | 0.0 | 0.7 | 1.1 | 1.6 |
| Total     |      |                    | NBA  |      | 7 | 0   | 8.3 | 0.6 | 2.6 | .222 | 0.1 | 0.7 | .200 | 0.3 | 0.4 | .667 | 0.1   | 0.6    | 0.7 | 1.7  | 0.1 | 0.0 | 0.7 | 1.1 | 1.6 |